# ハイネット
株式会社ハイネットは、青森県南部地方でインターネットサービスプロバイダ事業等を行う企業である。

## 概要
1995年に八戸商工会議所青年部にて、地元である青森県八戸市に、当時インターネット接続環境がなく、八戸地域の情報産業が停滞する事を憂慮し、独自に立ち上げようとしたのが始まりである。

## 沿革
- 1995年10月 - 八戸商工会議所青年部情報化委員会内にインターネット接続事業研究会発足。
- 1996年1月 - 八戸商工会議所インターネット事業設立準備委員会発足（研究会を同日解散）。
- 1996年3月 - 株式会社ハイネット（仮称）発起人会発足。
- 1996年3月 - 会員の先行募集開始。モニター会員への接続サービスを開始。
- 1996年4月 - 「株式会社ハイネット設立準備室」設立。会員の正式募集を開始。
- 1996年5月 - 株式会社ハイネット設立。
- 1996年6月 - 正式サービス開始。
- 1997年8月 - 同市のインターネット接続業ミコネットが、一般会員へのサービスを休止し、医療事業者対象サービスFCに特化するにあたり、同会員を引き受ける。
- 2001年4月 - オリジナルドメインパック開始。
- 2006年6月 - サービス10周年を迎える。

## トピック
八戸商工会議所インターネット接続事業研究会が、インターネット接続会社の設立にあたり、相談した先が、富士通青森システムエンジニアリング（現：富士通東北システムズ）であった。
1995年にコンサルを開始しており、1996年6月の正式サービス開始までのスケジュール決定には、同社も深く関与しているのだが、
同社は、1996年3月に独自ブランドのインターネット接続サービスInfoAomori（現：7-dj.com）を急遽立ち上げている。
そういった背景もあり、同社の7-dj.comは、青森県初のISPという事になっている。